# Ali Boulala
Ali Boulala (n. el 28 de febrero de 1979, Estocolmo, Suecia) es un  skater profesional patrocinado por flip skateboards.

## Biografía
Nació en Estocolmo, su madre Raija Boulala es de nacionalidad finlandesa, y su padre argelino.
Tiene un estilo muy particular, patinando siempre de una forma inusual y siempre experimentando con trucos. es conocido por su famoso ollie de 25 escaleras en Francia. Ha participado en todos los videos de la saga sorry de flip skateboards y también ha tenido  parte en los videos de baker skateboards. 
Boulala ha sido portada de la famosa Transworld Skateboarding magazine y ha diseñado sus propias zapatillas, las cuales han sido exitosamente vendidas y aprovechadas por sus fanes desde que se convirtió en profesional en 1997.

## Accidente en motocicleta
Ali sufrió un grave accidente el 7 de marzo de 2007 con su compañero Shane Cross, el cual desafortunadamente murió, Boulala fue sometido a un coma inducido debido a la gravedad de sus heridas. Fue sentenciado a 4 años de prisión por la muerte de su compañero (Estaba borracho en el momento del choque).  
En el 2003 salió a la venta una tabla con el dibujo de Ali en motocicleta bebiendo, este diseño fue descontinuado debido al grave accidente y es muy difícil conseguirla, aunque es posible en Ebay o Kijiji.
Ali boulala salió de la cárcel el 12 de marzo de 2010. Actualmente no patina.

## Apariciones en videos
- 1996: video experimental-Colombia
- 1997: Transworld Magazine - Cinematographer
- 1999: Landspeed: CKY
- 1998: Church of Skatan - Wild in the Streets
- 1999: Baker Skateboards - Bootleg
- 1999: Big Brother Magazine - Boob
- 2000: Baker Skateboards - Baker2G
- 2001: TSA Clothing - Life in the Fast Lane
- 2001: CKY3
- 2002: Flip Skateboards - Sorry
- 2002: Transworld Magazine - Chomp on This
- 2003: Osiris - Subject to Change
- 2003: Flip Skateboards- Really Sorry
- 2003: Cliché' Skateboards - Bon Appetit
- 2005: None - Filmbot Files
- 2005: Baker Skateboards - Baker3
- 2007: Cliché' Skateboards - Freedom fries
- 2007: Etnies Footwear - Restless
- 2007: Zen replay
- 2009: Flip Skateboards - Extremely sorry